# St. Georg (Krajanów)

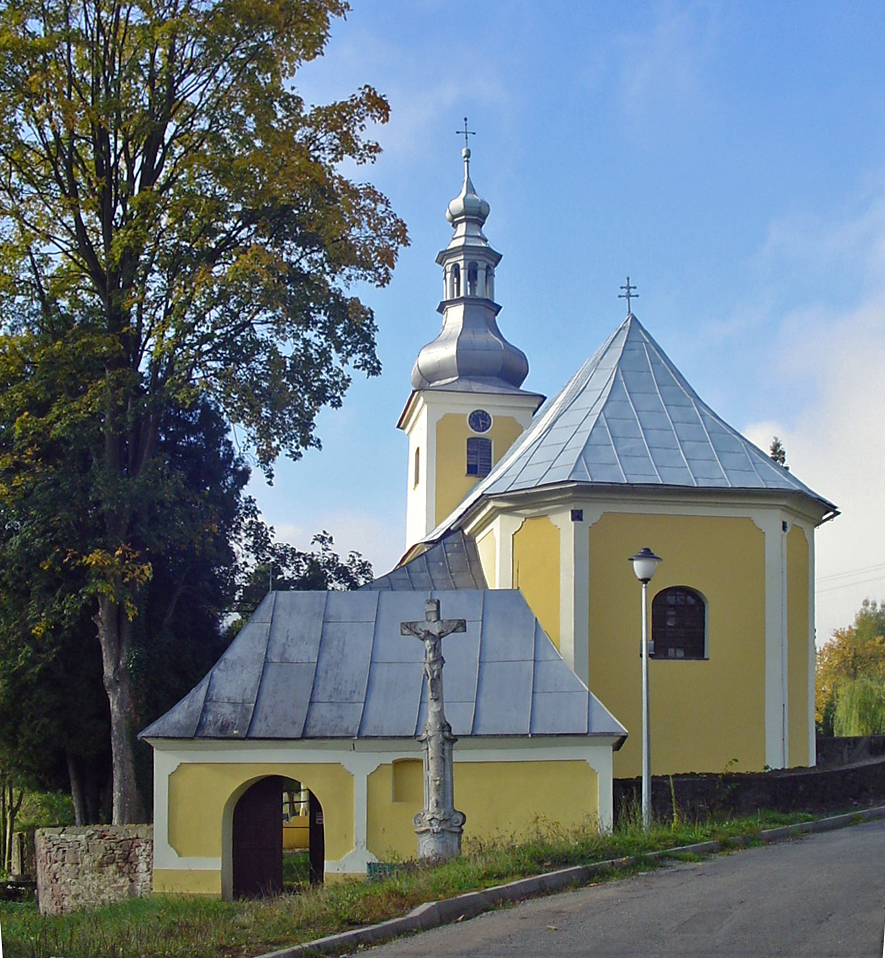
Kirche St. Georg in Krajanów

Die römisch-katholische St.-Georgs-Kirche in Krajanów (deutsch Krainsdorf) ist Filialkirche der St.-Nikolaus-Kirche in Świerki (Königswalde) im Powiat Kłodzki der Woiwodschaft Niederschlesien in Polen. Seit 2004 gehört sie zum Bistum Świdnica (Schweidnitz).

## Geschichte
Schon Anfang des 15. Jahrhunderts existierte in Krainsdorf eine Holzkirche. Während der Reformation wurde diese von Protestanten übernommen. 1585 wurde sie aus Stein errichtet und nach der Gegenreformation 1623 den Katholiken zurückgegeben und als Filialkirche genutzt. 1631 wurde sie im Stil des Barock umgebaut und ausgestattet. Zunächst war sie Filialkirche der Neuroder Pfarrkirche St. Nikolaus und ab 1675 Filialkirche der Pfarrkirche von Ludwigsdorf. Zwischen 2007 und 2013 wurde die Kirche mit Mitteln aus dem Europäischen Landwirtschaftsfonds zur Entwicklung des ländlichen Raums restauriert.

## Beschreibung
Der einschiffige Chor ist schmaler als das Kirchenschiff, an das ein viereckiger und vierstöckiger Turm angefügt wurde. An den Chor und das Kirchenschiff schließt ein zweigeschossiger Anbau mit der Patronatsloge an. Die Kirchenfassade hat eine Rahmengliederung in barocken Formen.

### Innenausstattung
Sehenswert sind der den Vierzehn Nothelfern geweihte Altar, der von  Rankenwerk mit Medaillons der Vierzehn Nothelfer umgeben ist, und die Kanzel mit den Vier Evangelisten. Der Glockenturm mit zwei Glocken hat eine Durchsicht. Eine der Kirchenglocken wurde einer Sage zufolge in Kriegszeiten vergraben und im Jahr 1712 von einem Bauern zufällig auf seinem Acker wiedergefunden.